# (73021) 2002 EL68
(73021) 2002 EL68 – planetoida z pasa głównego asteroid okrążająca Słońce w ciągu 3,62 lat w średniej odległości 2,35 j.a. Odkryta 13 marca 2002 roku.